# 施泰高拉赫
施泰高拉赫（德語：Stegaurach）是德国巴伐利亚州的一个市镇。总面积23.91平方公里，总人口6887人，其中男性3354人，女性3533人（2011年12月31日），人口密度288人/平方公里。

## 友好城市
- 法國 奥内堡